# Stangone

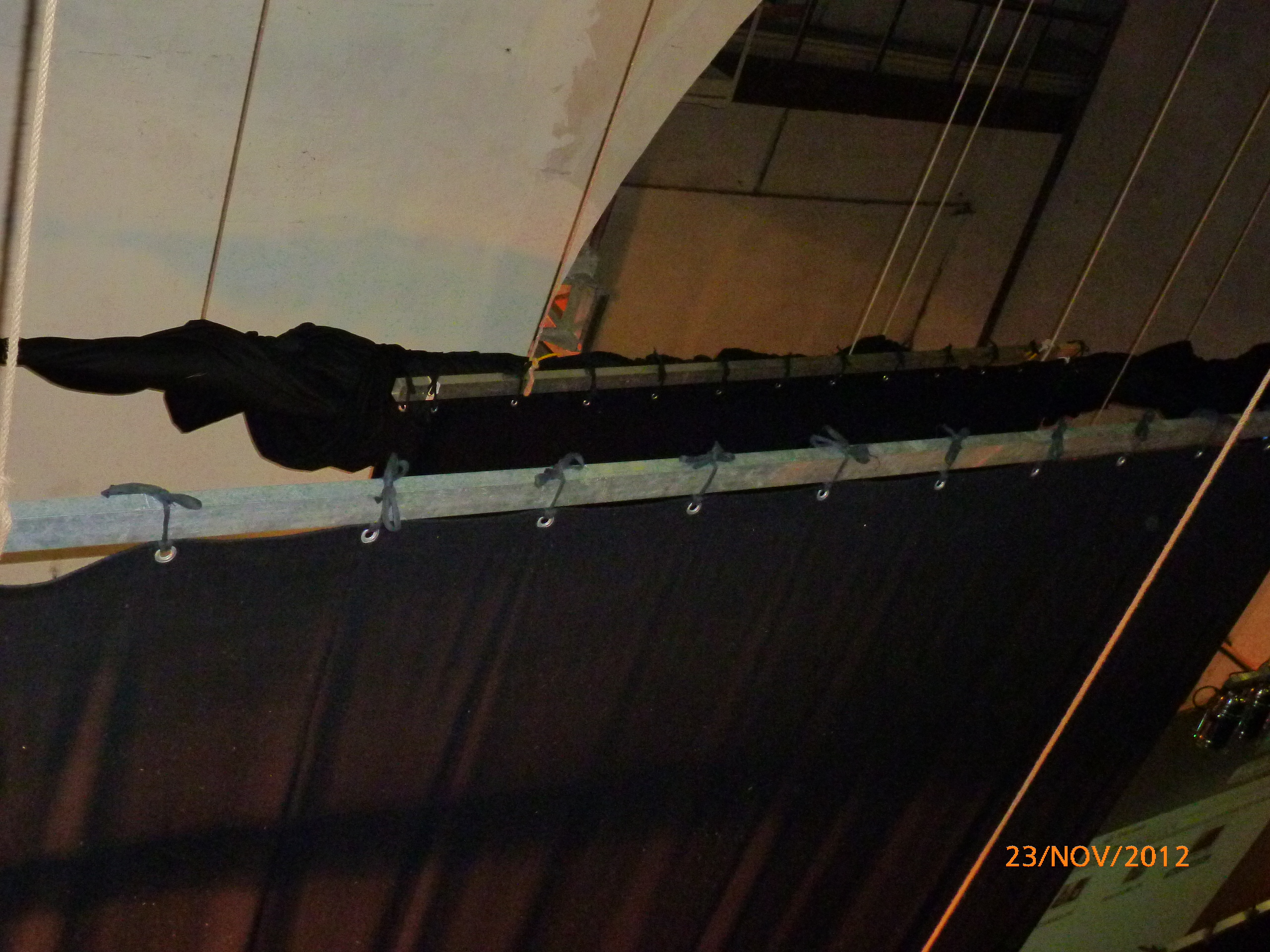
Stangone in alluminio

Lo stangone in teatro è un travetto di legno con uno spessore di 8 x 6 cm; la lunghezza è variabile a seconda delle necessità. Può essere anche di ferro o di alluminio.
I fondali, le quinte e altri elementi scenici hanno una sacca cucita in testa (cervello) dove va infilato lo stangone; viene legato con corde di canapa in più punti a seconda della sua lunghezza e sollevato in graticcia fino a quando l'elemento a lui legato (fondale, quinta, ecc.) non risulti ben teso. 
Viene impiegato quando gli elementi da sorreggere sono pesanti, altrimenti è sufficiente utilizzare le cantinelle.
Quando la larghezza richiesta è tale da non consentire l'uso di un unico stangone, bisogna arrivare alla misura necessaria con pezzi uniti insieme.
Il lavoro di congiunzione si chiama abbiettatura e consiste nel tagliare le estremità in diagonale molto allungata, quindi incollare e inchiodare i due stangoni. 
Gli stangoni possono essere costruiti anche con un assemblaggio di cantinelle incollate e inchiodate.
Se viene utilizzato per sostenere gli apparecchi elettrici prende il nome di americana.
Piccoli stangoni non superiori al metro di larghezza vengono chiamati stangoncini.